# Jésuites (essai)
Pour les articles homonymes, voir Jésuite (homonymie).
Jésuites est un essai historique en deux tomes de Jean Lacouture, publié aux éditions du Seuil. Le premier tome, sous-titré Les Conquérants, fut publié en 1991 ; et le second, sous-titré Les Revenants, en 1992.
L'ensemble de l'ouvrage se présente comme une « multibiographie » qui permet de suivre l'histoire de la Compagnie de Jésus depuis sa fondation jusque dans les années 1990.